# Julio Popper
Julius Popper o Julio Popper (Bucarest, 15 de diciembre de 1857 - Buenos Aires, 5 de junio de 1893) fue un explorador, ingeniero y criminal genocida rumano de origen judío, nacionalizado y asentado en Argentina. Es ampliamente considerado como uno de los principales responsables ejecutivos del exterminio de los indígenas selknam (u «onas») que habitaron Tierra del Fuego.

## Biografía

### Primeros años y viajes
Julio Popper nació el 15 de diciembre de 1857 en Bucarest, capital del Reino de Rumania, perteneciente al Imperio Otomano, hijo de Neftalí Popper -rector del primer colegio hebreo de la ciudad y fundador del diario Timpul, órgano de la colectividad judeo-búlgara- y Peppi (Perla), ambos procedentes de Polonia.
A los 17 años dejó la casa paterna para estudiar en París, en la Universidad Politécnica, en la Escuela Nacional de Puentes y Rutas, donde se graduó como Ingeniero en Minas. Manejó varios idiomas: rumano, griego, yídish, francés, alemán, latín y un perfecto castellano.
Después de graduarse, Popper viajó a Constantinopla y, de allí, a Egipto, donde tuvo algún tipo de participación en el mantenimiento del canal de Suez. Después de eso, recorrió Medio Oriente, India, China y Japón. En 1881 volvió a Rumania pero su estadía allí duró poco. Rumania, recientemente independizada del Imperio Otomano, tenía una serie de leyes que restringían las posibilidades de los judíos y si había algo acerca de lo que Popper estaba seguro era de que su vida no transcurriría dentro de los estrechos límites de un gueto.[cita requerida]
A principios de 1881 Popper inició su segundo gran viaje. Desafiando al invierno, atravesó Rusia y Siberia. Desde allí cruzó a Alaska, Canadá y los Estados Unidos. Se radicó durante un tiempo en Nueva Orleans. La siguiente escala fue en México, donde dio los primeros pasos en dos actividades que, con el tiempo, le abrirían muchas puertas: la geografía y el periodismo.
En 1885, después de una breve estadía en Brasil, en la que, curiosamente, no participó de ninguna obra, desembarcó en Buenos Aires. Tenía 28 años y un currículum impresionante. Su cultura le permitía disertar sobre ingeniería, antropología, gastronomía, latín o inexistentes viajes a China.

### Emigración hacia Argentina
Julio Popper llegó a Buenos Aires en 1885, teniendo pleno conocimiento del descubrimiento de oro en el extremo sur continental de Argentina, hoy Provincia de Santa Cruz, más precisamente en la famosa zona de "zanja a pique". Sin perder de vista estas manifestaciones auríferas y por lógica deducción geológica y minera, Popper arribó a la Isla Grande de Tierra del Fuego con un grupo de expedicionarios en septiembre del año 1886, descubriendo en esa oportunidad el más importante yacimiento aurífero que registró la actividad minera en territorios australes sobre el litoral del océano Atlántico, ubicado sobre la espiga que prácticamente encierra por el extremo norte la bahía San Sebastián y que él denominó El Páramo. Durante su viaje exploratorio se encargó de poner nombres (topónimos) a los lugares, ríos y accidentes geográficos que iba encontrando, y registrándolos en sus mapas. El más importante, y que aún hoy tiene vigencia y aceptación, es el de mar Argentino.
Popper tenía la visión geopolítica de crear un pueblo como modo de afirmar la soberanía argentina, que llamó Atlanta, cerca de donde hoy se encuentra la ciudad de Río Grande. Este poblado iba a constituir el puerto de entrada hacia la Antártida en 1890, con todos los servicios que debía tener un puerto. De este proyecto Atlanta, Popper escribió y editó seis ejemplares, numerados y firmados por él, de los cuales el Museo del Fin del Mundo posee el número dos.
De regreso en Buenos Aires, en 1887, dio una conferencia en el Instituto Geográfico Argentino el 5 de marzo. Su disertación científica entusiasmó tanto a los presentes que de ella salió como resultado la fundación de la Compañía Anónima Lavaderos de Oro del Sur y, en la primavera de 1887, Julio Popper regresó a Tierra del Fuego con los papeles que lo habilitaban para explotar los yacimientos de arenas auríferas que pudiera encontrar. Además, su disertación tuvo tanto éxito que le valió su incorporación a la Logia Docente, el grupo de intelectuales masónicos más distinguido en la sociedad de Buenos Aires.

### Matanza de onas
Una vez concluida la Conquista del Desierto, estancieros, buscadores de oro y particulares se lanzaron sobre la Tierra del Fuego. La fiebre del oro posibilitó una campaña de exterminio contra la población indígena de Tierra del Fuego. A ello contribuyó también la mortandad producto de las nuevas enfermedades introducidas por los colonizadores.
Popper fue uno de los «cazadores de indios» que formaron parte de la campaña de exterminio de la población selknam de Tierra del Fuego. Se desconoce la cantidad de indígenas que habría matado, pero las pruebas apuntan a que sí intervino en las cacerías y tomó parte en las mismas. A causa de la proliferación de la industria ganadera los selknam comenzaron a ser desplazados de las tierras que habitaban, las cuales fueron apropiadas por los estancieros y colonos.
En este contexto, ocurrió la masacre de la playa de San Sebastián, en noviembre de 1886, en la que el comandante Ramón Lista, al frente de un grupo de marinos, atacó una toldería ona provocando la muerte de 27 de ellos. Tras la masacre, los hombres de Lista se ensañaron con un joven ona al que encontraron escondido tras unas rocas, armado tan solo con su arco y su flecha: lo mataron de 28 balazos.
La principal evidencia contra Popper es el álbum fotográfico de la expedición, que es de carácter secuencial (1887); se encuentra en el Museo del Fin del Mundo, en Ushuaia, Argentina, y fue un obsequio de Popper para el presidente argentino Miguel Juárez Celman. En varias fotografías se lo muestra en plena actividad de cacería. Popper mismo la mostró en una exposición en el Instituto Geográfico Militar, donde explicó que en el «enfrentamiento» murieron dos indios.
El nombre de Popper aparece frecuentemente mencionado entre los cazadores de indios, junto con el de Alejandro Maclennan y Míster Bond, entre otros.

#### Álbum fotográfico de la expedición
Las fotografías del álbum de la expedición de Julio Popper están dispuestas de manera tal que construyen un sentido. Las primeras 16 desglosan un texto escrito por el autor, que da cuenta de los diversos aspectos de la travesía, que acentúa el carácter científico de la expedición. Comenta su viaje relatando diversos episodios con indígenas y los categoriza de salvajes, de exóticos, descripción que estuvo fuertemente vinculada a los pensamientos de la época, a las ideas más científicas como el darwinismo. Existen también dos mapas de la Tierra del Fuego, inexplorada por entonces. Las hojas restantes presentan las fotografías de su expedición.
Hace una descripción bastante precisa de los onas, los describe físicamente, sus modos de vida material, las herramientas que utilizan, las divisiones sexuales frente al trabajo, sus frágiles toldos transportables, su vida nómada de cazador-recolector, entre otras características.

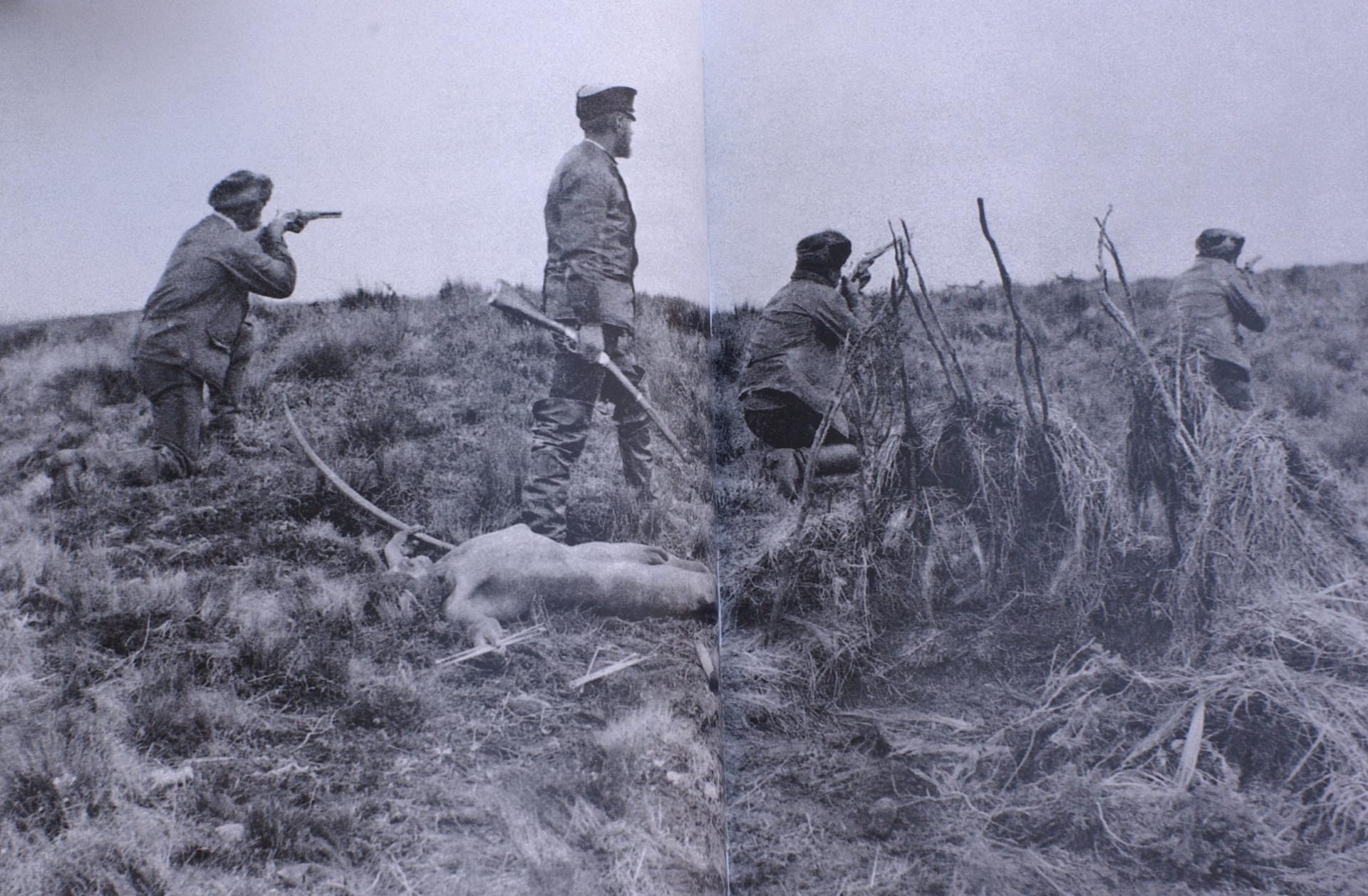
Julio Popper en una de sus incursiones. A sus pies, yace un ona muerto.
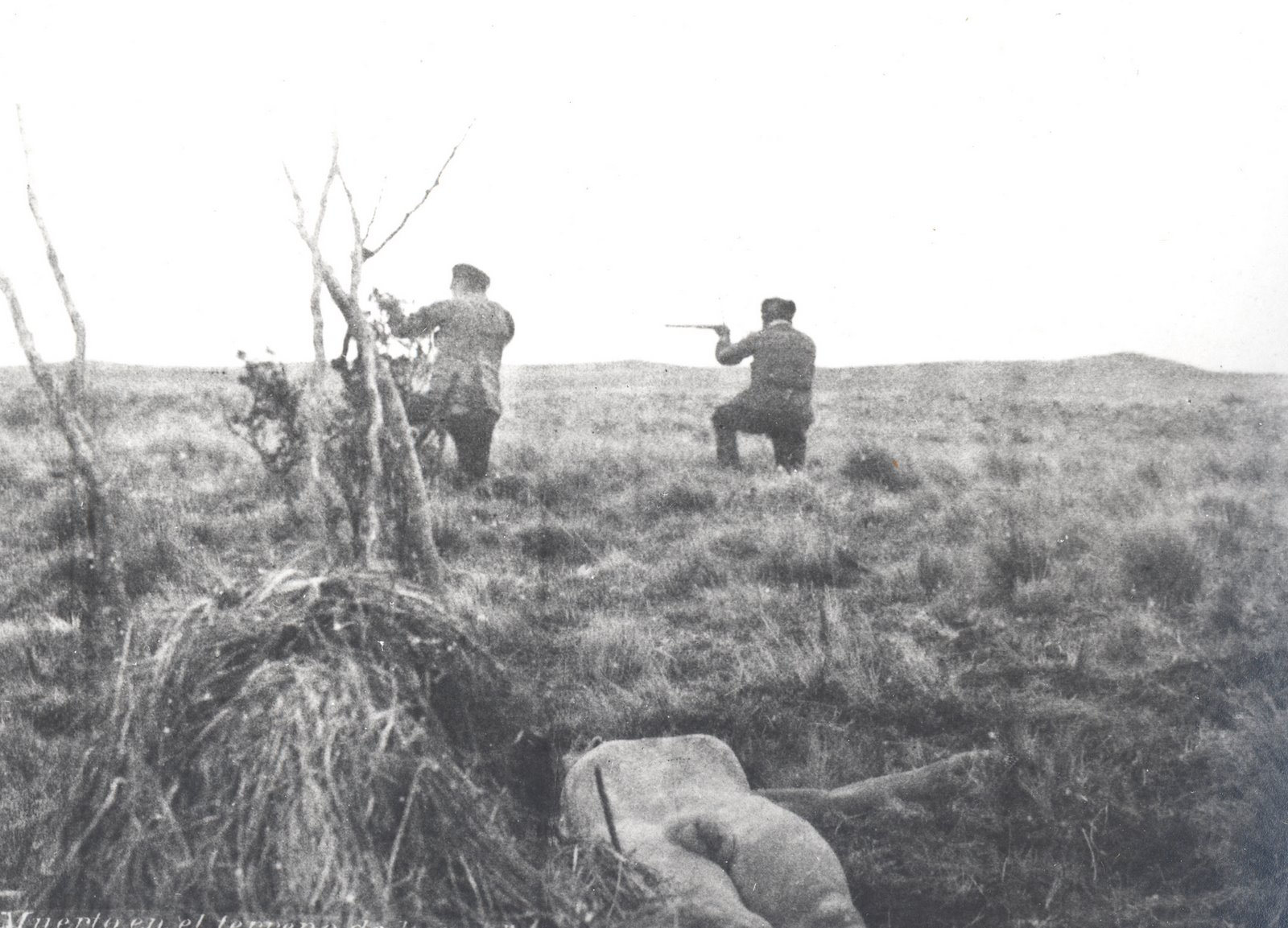
Mercenarios de Julius Popper disparando mientras en el suelo está el cadáver de un selknam.
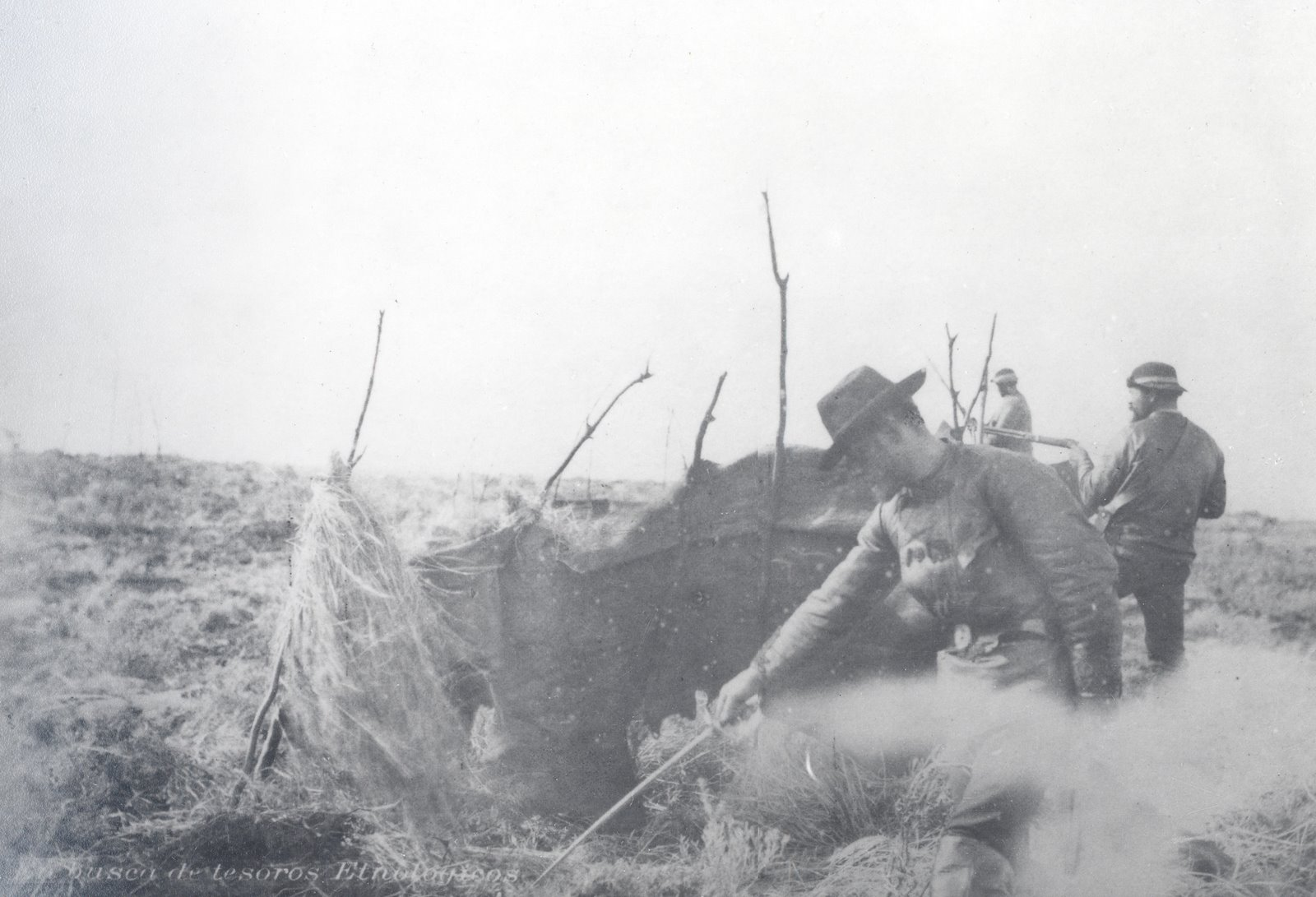
Mercenarios de Julius Popper saquean una tienda selknam mientras otros disparan a mansalva contra los que huyen.
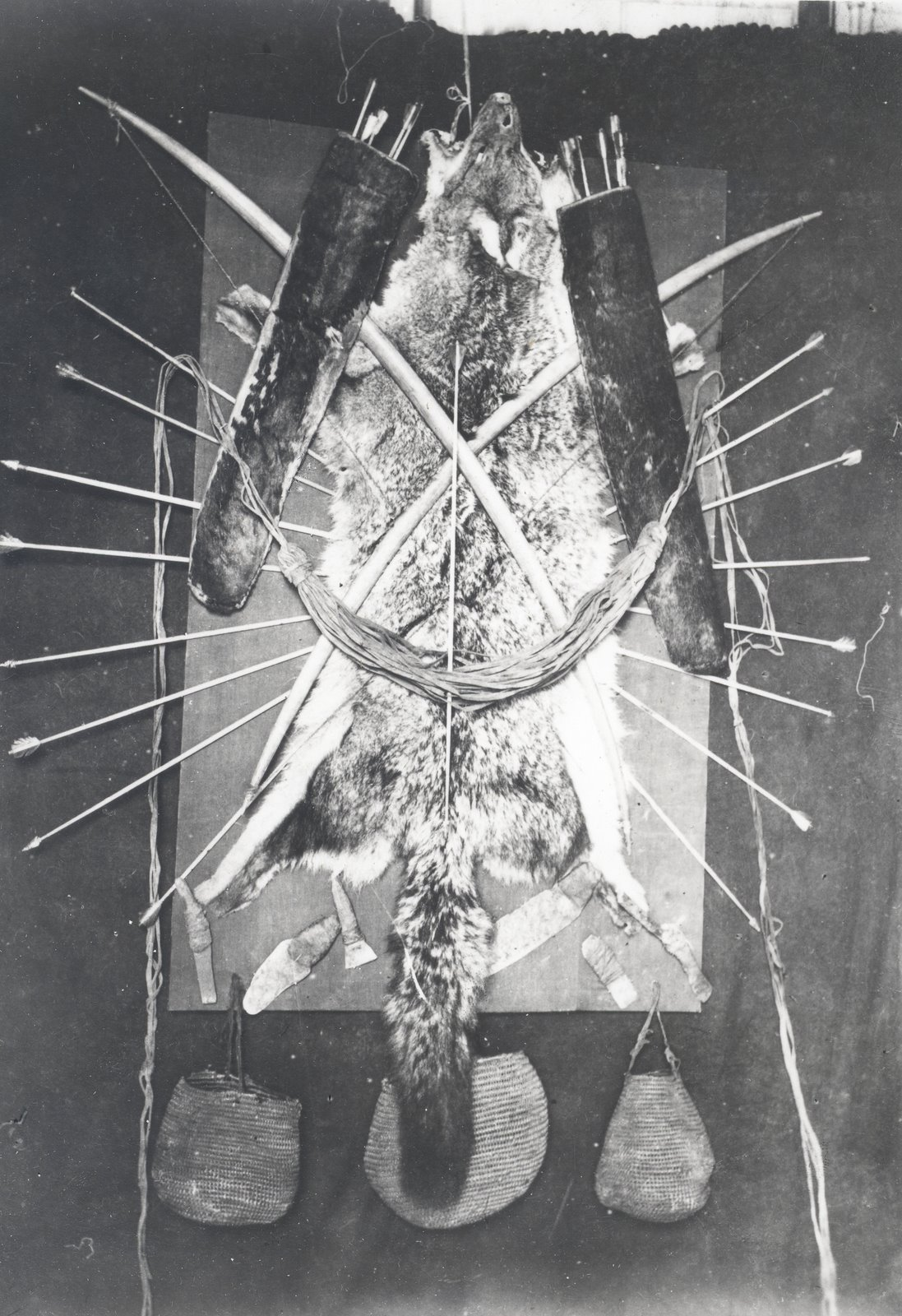
Objetos saqueados por los mercenarios de Popper a los selknam.

### Últimos años y fallecimiento
Popper tuvo problemas tanto con otros colonos como con el gobierno argentino por conducirse como una especie de dictador autónomo, con guardia uniformada y acuñando su propia moneda, el popper. Fue llevado a juicio pero salió indemne; eso sí, no volvió a la región y empezó a planificar la explotación de la Antártida.
En 1891, Popper patentó en la Argentina y varios países del mundo, su «cosechadora de oro», que ―según él― podía lavar 75 t de arena por día, extrayendo 99,6 % de su contenido de oro.
El 6 de junio de 1893 Julio Popper fue encontrado muerto en misteriosas circunstancias en el hotel de Buenos Aires donde se hospedaba, lo que derivó en el pedido de una autopsia. Sin embargo, al procederse a exhumar el cuerpo éste había desaparecido.
La hipótesis del ataque cardíaco como causa del fallecimiento no fue aceptada unánimemente al tratarse de un hombre joven y vigoroso, de contextura sana y robusta, que contaba solamente 35 años de edad en el momento de su muerte.
Algunas voces llegaron a sugerir que el explorador rumano había sido envenenado, entre ellas la del sacerdote salesiano José María Beauvoir. Hay que tener en cuenta que el carácter y la personalidad de Popper le habían granjeado muchos enemigos en su corta existencia. Entre éstos, los dos primeros gobernadores de Tierra del Fuego, Félix Mariano Paz y Mario Cornero. El historiador salesiano Juan E. Belza también señala entre sus adversarios al terrateniente asturiano José Menéndez Menéndez, con quien mantuvo relaciones comerciales y al que llegó a denunciar ante el juez de Punta Arenas (Chile) por vender en sus tiendas artículos robados.
A la postre, fue Menéndez quien se quedó con todas las tierras que el gobierno argentino había concedido a Julio Popper en la Tierra del Fuego, donde fundó sus estancias Primera y Segunda Argentina, hoy Estancia José Menéndez y Estancia María Behety.

## Monedas y sellos postales de Popper

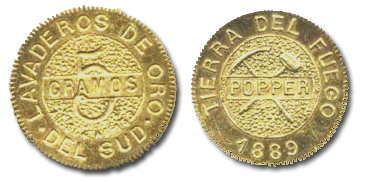
Moneda de oro de Popper de 5 g acuñada en 1889 que circuló en Tierra del Fuego.

Para mantener su organización, Julio Popper acuñó monedas de oro de 1 y 5 gramos.
En un principio, esta acuñación fue realizada en sus propios talleres, de manera casi artesanal. Pero debido a sus contactos, consiguió que la Casa de Moneda de la Nación acuñase 200 piezas de 5 gramos y 1000 piezas de 1 gramo, lo que en cierto modo legalizaba su circulación. La situación fue insólita, ya que en la Argentina, en esa época, en todo el territorio regía el peso moneda nacional, pero en Tierra del Fuego, el popper.
Algunos explican esta emisión por las dificultades que se originaban en la gran distancia e incomunicación que tenía la isla, lo que creaba la necesidad de un circulante. En la actualidad, las monedas popper tienen un gran valor numismático.

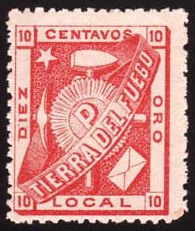
Sello de Popper de 1891.

Además de las monedas, emitió un sello de correos de 10 centavos, equivalente a 10 centigramos de oro, que fue diseñado por Rodolfo Scukup y litografiado e impreso por J. H. Kidd y Cia. de B. Aires.
La estampilla era una sobretasa de estímulo para los mensajeros que transportaban las cartas entre los diferentes establecimientos de la concesión y a una estafeta de correos oficial. En la estafeta, que podía ser tanto argentina como chilena (en el caso de Punta Arenas), se le agregaba el franqueo oficial correspondiente. El sello era aplicado tanto a la correspondencia que salía como a la que arribaba. Las cartas que circulaban entre los diferentes establecimientos de la concesión eran franqueadas solamente con los sellos de Popper. La estampilla de Tierra del Fuego circuló desde enero hasta agosto de 1891. Hubo obliteraciones en cartas son Auricosta, Carmen Sylva, Colonia Popper, Páramo y San Sebastián.
La emisión de un sello de correo propio para ser utilizado en territorio argentino le causó un juicio por parte del Estado del que fue absuelto pues se usaba exclusivamente para la correspondencia transportada por personal propio.

## El personaje de Julius Popper en el arte
En 1956, el escritor chileno Francisco Coloane publicó un libro de cuentos titulado Tierra del Fuego, que incluye el cuento homónimo ("Tierra del Fuego") donde se menciona la figura de Julio Popper. Años más tarde, en 2000 se estrenó la película Tierra del Fuego, basada en dicho cuento y en las propias crónicas de Popper. Esta película es dirigida por Miguel Littín, y el guion estuvo a cargo de él mismo, del escritor chileno Luis Sepúlveda y del guionista italiano Tonino Guerra.
Julio Popper aparece también en El corazón a contraluz del escritor y cantautor chileno Patricio Manns.
En marzo de 2014 Les Humanoïdes Associés publicaron el Tomo IV de su serie Cap-Horn (Cabo de Hornos), donde el guionista francés Christian Perrissin y el dibujante italiano Enea Riboldi recrean en una viñeta el asesinato de Julio Popper a través de envenenamiento.
En 2004 se forma una banda de blues rock, llamada Julius Popper, originada en la ciudad de Concepción, Chile.
Sus excursiones por la Patagonia argentina se mencionan en Un piano en Bahía Desolación, de Libertad Demitrópulos.